# Ade (I Cavalieri dello zodiaco)
Ade (冥王ハーデス?, Meiou Hades), è un personaggio della serie di anime e manga I Cavalieri dello zodiaco, basato sull'omonimo dio e re del regno degli inferi della mitologia classica, noto presso i romani come Plutone. Il termine Meiou (o Meioh, a seconda delle transliterazioni) che precede il suo nome significa, appunto, Re degl'Inferi. Ade è l'antagonista finale dell'ultimo arco del manga originale dell'autore Masami Kurumada (poi adattato nella trilogia OVA I Cavalieri dello zodiaco - Saint Seiya - Hades) e dello spin-off I Cavalieri dello zodiaco - The Lost Canvas - Il mito di Ade di Shiori Teshirogi e uno dei nemici del sequel diretto di Kurmada Saint Seiya - Next Dimension - Myth of Hades, oltre che avere avuto menzioni e/o apparizioni minori in altre opere narrative della serie.
Una sua versione alternativa appare come personaggio nel manga isekai Saint Seiya - I Cavalieri dello zodiaco - Dark Wing - Un altro mito di Hades di Kenji Sato e Shinshu Ueda.

## Personaggio
Il personaggio di Ade viene nominato per la prima volta insieme ai suoi fratelli Zeus e Poseidone (quest'ultimo chiamato Nettuno nel doppiaggio italiano della serie animata del 1987) dal personaggio di Gemini come una delle tre divinità che ha sempre cercato di conquistare la Terra, sarà poi con l'Hypermyth contenuto nell'artbook Saint Seiya Cosmo Special del 1987 che il dio viene fatto riferimento alla prima lotta tra lui e Atena (risalente al fatto di aver dato asilo al dio della guerra Ares) e venendo citato (insieme ai suoi fratelli) come uno dei tre uomini che per primi divennero divinità dopo aver risvegliato dentro di sé il Big Will, sebbene quest'ultima affermazione (riportata anche nel romanzo I Cavalieri dello zodiaco - Gigantomachia di Tatsuya Hamazaki) venga successivamente contraddetta nel fumetto quando l'autore afferma (per bocca di Dohko della Bilancia) che il vero corpo del dio è nato dall'unione di Crono e Rea.
A differenza di Atena, Ade non rinasce direttamente in un corpo umano, ma torna sulla Terra sotto forma di spirito attraverso il corpo di una donna, per poi prendere possesso di colui che giudica più adatto come ricettacolo in quanto uomo più puro del mondo. Ha al suo servizio un esercito formato da 108 guerrieri detti Specter (corrispondenti ad altrettante stelle malefiche ispirate al romanzo epico cinese I Briganti) e da centinaia di soldati semplici detti Skeleton, che come il loro dio indossano un tipo di armatura di colore scuro chiamata Surplice. A guida dell'esercito vi è sorella terrena del dio (Pandora), il quale ha al suo servizio anche gli dei gemelli Thanatos e Hypnos.
In quanto re del mondo dei morti, Ade dispone del potere di poter governare le leggi dell'aldilà, cosa che gli consente sia di uccidere che di riportare in vita le persone (dando loro anche un corpo più giovane di quello che avevano al momento della morte se è necessario) oltre che vari poteri di tipo telecinetico e illusori, mentre solitamente per combattere utilizza la sua spada. Più in generale va fatto notare che gran parte dei poteri Ade variano a seconda delle singole opere, ed un esempio è il colpo di spada sferrato a Pegasus alla fine del manga classico: nel film Le porte del paradiso viene infatti detto che esso impedisce al Cavaliere di bruciare appieno il suo Cosmo, mentre nel nuovo manga Next Dimension il ragazzo rischia comunque di morire perché (seppur invisibile) la spada è ancora piantata nel suo cuore. Nel manga della Teshirogi e negli OAV da esso tratti i poteri mortiferi di Ade si manifestano come energia oscura, mentre negli OAV prodotti dalla Toei Animation (come nel videogiochi basati su di essi) l'aura del personaggio è rossa.

### Aspetto fisico
Una prima immagine di Ade appare nell'episodio 98 della serie animata, all'interno della esplicativa sequenza in cui Sirya delle Sirene spiega com'è ripartito il potere sulla Terra fra Atena e le tre maggiori divinità greche: Zeus, Nettuno e ovviamente Ade. Poiché ai tempi il manga non era ancora arrivato a narrare la battaglia contro il re del mondo dei morti, Ade viene rappresentato in quest'occasione come un uomo con la carnagione scura e la barba bianca. Successivamente Kurumada sceglierà di rappresentare il dio come un uomo dai lunghi capelli neri e gli occhi azzurri e profondi come due laghi, sebbene nelle prime tavole del manga Next Dimension (pubblicato interamente a colori) il dio abbia gli occhi gialli e la pelle pallida. Quando prende pienamente possesso del corpo umano che ha scelto come suo ricettacolo i capelli dell'ospite cambiano colore diventando neri. Nella versione animata i capelli di Andromeda diventano prima rossi, ad indicare diversi gradi di possessione da parte del dio. Nel caso di Aron in Lost Canvas i capelli mutano colore fin dai primi momenti, sebbene il ragazzo riesce a tenere sotto controllo il dio per lungo tempo e nel momento del risveglio di Ade i suoi capelli cambiano forma divenendo come quelli del vero corpo del dio. Nel caso dell'ospite del XVI secolo apparso per gli OVA di Lost Canvas il colore varia dal biondo al rosso.
Prima di rivelare l'aspetto del personaggio, Ade era disegnato come una figura nera incappucciata (come appare sia nella visione di Dohko che nel flashback di Shin, quando il dio lo risveglia dalla morte per chiedergli i suoi servigi), mentre per il suo spirito inizialmente vengono utilizzati dei rettili mostruosi simili agli Xenomorfi di Alien (apparsi in una visione di Pegasus nel Cocito) per poi passare e quella di un fantasma nero con gli occhi rossi (apparsa dopo che Atena riesce a cacciarlo dal corpo di Andromeda e con cui porta la dea nei Campi Elisi).
Solitamente il vero corpo di Ade appare con indosso la sua Surplice (colorata anche d'argento nella serie di OAV tratti dal manga classico, sebbene nei fumetti di Kurumada e nell'anime e manga di The Lost Canvas appaia di colore nera), mentre quando prende possesso del suo corpo ricettacolo indossa una tunica e mantello nero, decorati con spalliere, un colletto e una cintura dorati, esibendo al collo un ciondolo a forma di stella (che a seconda delle colorazioni varia dall'oro all'argento) con su scritto la frase Yours Ever (Tuo per sempre in lingua inglese) che ha la funzione di operare come catena fra il corpo dell'uomo e lo spirito del dio.

### Carattere
Come altre divinità apparse nelle opere del franchising Ade nutre un profondo disprezzo per l'umanità che reputa corrotta e stupida e perciò meritevole di essere estinta e soffrire per l'eternità all'inferno, sostenendo che "Si riesce a malapena a mantenere la pace sulla Terra grazie al fatto che io ho creato il terrore dopo la morte!" e di combattere per via della tristezza che la stupidità umana (che ritiene rappresentata proprio dal fatto che i Cavalieri di Atena combattano le varie divinità) suscita in lui, sebbene ammetta anche che detesti farlo. A differenza di Atena non ha fiducia nell'amore, sostenendo che sia una cosa inutile, creata dagli esseri umani e in cui nessuno crede. Per contro Atena ribatte sostenendo che le idee del dio siano dettate dall'egoismo, in quanto Ade giudica come peccati anche azioni come cogliere un fiore o schiacciare un insetto.
A detta di Poseidone il desiderio che Ade nutre per la Terra è superiore a quello dello stesso dio del mare: lo scopo finale di Ade è infatti l'estinzione di ogni forma di vita (non solo gli umani), ma per raggiungere ciò non esita a mentire a Pandora e agli Specter, dicendo loro di combattere per la costruzione di un mondo libero dalla paura della morte e in cui vi sarà la vita eterna per tutti, in primis per coloro che lo servono.

## Apparizioni

### Manga classico
Nel manga originale Ade torna sulla Terra tredici anni prima dello scoppio della guerra sacra, rinascendo come spirito la madre di Pandora Heinstein, causando la morte di tutti gli abitanti del castello, con l'eccezione della "sorella" che viene incaricata da Hypnos e Thanatos di recarsi in Giappone alla ricerca del bambino più puro del pianeta (che si rivelerà poi essere Andromeda) che il dio ha scelto come proprio corpo ospite. L'intervento del fratello maggiore Phoenix e del cosmo emanato dal neonato, impediscono a Pandora di compiere la fusione (che viene quindi rimandata all'inizio della guerra) lasciando però sul collo del piccolo Andromeda il ciondolo con inciso Yours Ever, in modo da legarlo all'anima del re dell'oltretomba.
La prima ed effettiva apparizione del personaggio di Ade si ha durante la guerra sacra, quando i Cavalieri di Bronzo arrivano negli inferi, in seguito al fallimento del piano del dio di utilizzare Shin dell'Ariete e i Cavalieri d'Oro caduti durante la lotta alle Dodici Case per prendere la testa di Atena. Dopo la morte di Orpheo alla Giudecca, il dio prende possesso del corpo del giovane Cavaliere di Atena prescelto, rivelando che per anni ha solamente generato l'illusione del suo stesso corpo quando concedeva udienza ai suoi sottoposti e dando così inizio al suo piano per prendere possesso della Terra con l'Eterna Eclisse (Greatest Eclipse): un'eclisse di Sole eterna, generata dall'allineamento dei pianeti del sistema solare per privare il pianeta della luce solare e sterminare così ogni forma di vita sulla terra con una nuova era glaciale..
Dopo aver affrontato Phoenix, il dio sembra aver finalmente preso possesso del corpo del Cavaliere di Bronzo (cosa rafforzata dal fatto che i capelli del giovane sono passati dal loro colore naturale al nero), ma il successivo intervento di Atena permette la liberazione di Andromeda dallo spirito del dio. Per vendicarsi il re degli inferi porta la nemica con sé nei Campi Elisi oltre il Muro del Lamento dove ordina ad Hypnos di ucciderla attraverso la Sacra Giara che assorbirà il sangue della fanciulla fino ad ucciderla. Quando Pegasus e gli altri raggiungono il tempio dove si trovano sia la giara che il mausoleo dove viene custodito il corpo del re degli inferi, Ade riprende quindi possesso del suo vero corpo per poter eliminare gli invasori (in particolare Pegasus, riconosciuto dal dio come la reincarnazione di colui che ferì il suo vero corpo all'epoca dei miti), ma Lady Isabel riesce però protegge i ragazzi dall'assalto finale del dio mentre si riprende il sangue assorbito dalla giara, svelando che il rapimento era tutto un piano per far uscire allo scoperto Ade per ucciderlo definitivamente. La fanciulla indossa la sua armatura e unisce il suo cosmo a quello dei suoi Cavalieri, trafiggendo il dio con lo scettro di Nike, in questo modo sconfigge e uccide il dio definitivamente (causando così anche la distruzione dell'aldilà) ma non senza che il dio riesca a ferire mortalmente Pegasus con la sua spada.

### Next Dimension

Ade sulla copertina del 1° volume dell'edizione italiana di Saint Seiya - Next Dimension - Myth of Hades (black edition)

Nel sequel diretto di Kurumada, il dio appare per la prima volta nel prologo ambientato durante la battaglia nell'Elisio del 1990, dove il dio si scontra con i cinque Cavalieri di Bronzo che indossano le loro armature divine ed egli riconosce nel Cavaliere di Pegasus un amico della sua vita precedente.
 Nella parte di storia ambientata all'epoca della precedete guerra sacra, il personaggio non appare fisicamente, malgrado la minaccia del suo risveglio sia ciò che porta Dohko e Sion a incontrare Tenma e Alone dando così inizio agli eventi del manga.
Sebbene Ade prenda possesso del corpo di Alone nel momento in cui questi ne estrae la spada, per poi essere condotto al castello del dio dalla servitrice di questi (Pandora), mentre Sion Dohko e Tenma affrontano degli Specter, egli non riesce a prenderne il pieno controllo fino alla fine del manga, a causa delle distorsioni temporali causate dall'arrivo dell'Atena del 1990 nel passato. Dopo essere riuscito a prevalere su Aron, Ade si dirige a Firenze con la sua spada per uccidere l'Atena della sua epoca (Sasha, comatosa a causa delle interferenze dal futuro), e qui si scontra con Tenma riuscendo a trafiggerlo. Tuttavia, il ritorno dell'Atena del futuro nel proprio tempo fa sì che il bracciale di fiori che unisce Tenma, Alone e Sasha distrugga la spada del dio, riportando temporaneamente Alone in sè.

### Lost Canvas

Ade nella copertina dell'ultimo volume del manga The Lost Canvas

In The Lost Canvas l'anima di Ade rinasce attraverso la madre della Pandora del XVIII in modo simile alla sua controparte originale, ma viene poi rapita dal dio del tempo Kairos (reincarnatosi nello Specter di Mefistofele Yoma) ed inserita da quest'ultimo all'interno del corpo del piccolo Alone (Aron nella traduzione italiana), che in seguito diventerà il fratello maggiore della reincarnazione di Atena (Sasha) e amico del futuro Cavaliere di Pegasus: Tenma (figlio dello stesso Yoma). Nella maggior parte dello svolgimento della storia lo spirito di Ade rimane sopito in Aron (malgrado gli sforzi dei suoi seguaci per risvegliarlo) grazie al legame verso la sorella e l'amico, il dio appare col suo corpo in vari flashback che mostrano lo scontro del dio col primo Cavaliere di Pegasus (mostrati durante le battaglie di Tenma contro il Cavaliere della Vergine Asmita o nel mondo dei sogni contro il dio Morfeo).
Sebbene quando Alone scopre di ospitare lo spirito del dio riesce ad evitare che il dio prenda il sopravvento usandone poteri ed esercito per perseguire una propria idea di salvezza tramite la morte (opposta quindi a quella di punizione e sofferenza di Ade), Il tempo che rimane al giovane prima di cedere (scandito da un gigantesco "Orologio delle Stelle", situato al centro del gigantesco quadro dove il ragazzo intende rinchiudere le anime degli umani a cui dare salvezza, la Tela Perduta) è però limitato. Nel finale del manga, inoltre, lo stesso Ade ammette di aver influenzato Aron apposta per usarlo contro Sasha e Tenma.
Il risveglio di Ade avviene sulla Tela Perduta a seguito della sconfitta di Alone e la liberazione delle anime dal quadro, in cui il dio riesce a uccidere il grosso dell'esercito di Atena con le sue tenebre, per poi essere espulso dal corpo del giovane dalle forze dei due Cavalieri d'Oro superstiti (Dohko e Shin) unite con quelle degli spiriti dei loro parigrado defunti. Saranno però proprio Aron, Sasha e Tenma a ricacciare l'anima del dio nei Campi Elisi attraverso un portale dimensionale, sacrificando le loro vite.

### Dark Wing
Nel manga isekai Dark Wing (pubblicato a partire dal 2021), Ade si è reincarnato (grazie all'aiuto di Hypnos) nel corpo del giovane Mayoi Tsukushima, fratello della reincarnazione di Pandora (Yoruhime Tsukishima). Tuttavia non riesce ancora ad esercitare i suoi poteri pienamente, a causa dell'interferenza degli dei Moros e Demiurgos.
Rispetto alla sua versione principale, questo Ade si mostra molto più simile alla sua controparte mitologica, permettendo a delle anime umane di vivere nei Campi Elisi dopo la distruzione di parte degli Inferi. Rimane però un dio spietato contro i propri nemici.

### Adattamenti animati
Nella trilogia di serie OAV I Cavalieri dello zodiaco - Saint Seiya - Hades la storia di Ade riprende fedelmente quanto narrato nei capitoli del manga. È però presente una scena alla Giudecca dove Pandora sembra avvisare il suo padrone dell'arrivo dei Cavalieri di Atena negli Inferi
Negli OAV tratti da The Lost Canvas il vero corpo di Ade appare (oltre alla scena finale della sigla) solo in flashback per lo più riempitivi. Nel dodicesimo episodio della seconda serie viene invece mostrata la fine della guerra sacra del XVI secolo, in cui il dio appare prima col suo corpo ospite dell'epoca e poi in forma di spirito, doppiato da Yūya Uchida e da Sacha Pilara. Il personaggio ha avuto un'apparizione nel film Le porte del paradiso del 2005, tuttavia essendo stato quest'ultimo prodotto prima dell'uscita della seconda serie di OAV della serie I Cavalieri dello zodiaco - Saint Seiya - Hades il dio appare come una figura indistinta. 
Nella serie animata di Netflix Knigths of The Zodiac Ade viene più volte nominato come uno dei nemici contro cui Atena è destinata a perdere in futuro, apparendo tramite statue che ne riprendono l'iconografia mitologica con il bidente come sua arma rappresentativa.

## Adattamento italiano
Nel doppiaggio storico della serie animata del 1987, il nome di Ade non è mai pronunciato all'interno dei discorsi di Gemini e di Sirya a proposito della suddivisione del mondo fra il dio degli inferi, Nettuno e Zeus, difatti nel doppiaggio il nome "Ade" viene sostituito nel primo caso con quello della moglie Proserpina (Persefone per i greci), mentre nel secondo caso con quello del giudice mitologico delle anime: Minosse. Nelle varie edizioni italiane di manga e serie televisive il suo nome è stato adattato anche con la forma Hades (seconda edizione del manga classico e edizione italiana di Next Dimension) e Ades (prima edizione italiana del manga classico), mentre la forma Ade viene utilizzata nell'edizione italiana di The Lost Canvas.

## Altri media

### Apparizioni cartacee
Oltre al romanzo I Cavalieri dello zodiaco - Gigantomachia, Ade viene citato (insieme a Nettuno) da Atena nella serie seconda stagione della serie animata sequel Saint Seiya Ω del 2012 come una delle varie minacce che la Terra ha dovuto affrontare. Ha inoltre avuto un'apparizione nel capitolo finale de I Cavalieri dello zodiaco - Episode G di Megumu Okada (dopo essere stato nominato in un paio di occasioni, di cui una in un capitolo speciale), evocato da suo padre Crono che gli chiede di salvare Ioria del Leone dal loro precipitare nel Tartaro, mentre la siloutte della sua Surplice è apparsa in forma assemblata all'inizio de I Cavalieri dello zodiaco: Saintia Sho - Le sacre guerriere di Atena di Chimaki Kuori. 
In forma di spirito Ade è apparso nel primo capitolo del manga di Tunakan Suda Saint Seiya - Kaiho Saiki - Rerise of Poseidon, risvegliando Nettuno e resuscitandone i generali  per fermare la dea Nemesi dando così il via alla storia.
Nel fumetto francese I Cavalieri dello zodiaco - Saint Seiya: Time Odissey viene mostrato brevemente un futuro alternativo dove Phoenix è divenuto Ade al posto del fratello.

### Merchandising
Il personaggio è stato poi riprodotto in due modellini da collezione della serie Myth Cloth: il primo (uscito a marzo 2011) coi colori usati negli OAV della Toei, uscito a marzo 2011, mentre una seconda versione che riprende i colori originali del manga di Kurumada è uscita nel 2014.

### Videogiochi
Ade è apparso come personaggio giocabile nel gioco per PlayStation 3 Saint Seiya Brave Soldier della Bandai, è il videogioco Saint Seiya Soul Soldier sempre della Bandai per PS3, PS4 e PC.